# 雲峯線
雲峯線（朝鲜语：／ Unbong sŏn */?）是朝鮮民主主義人民共和國的一條鐵道線路，站點自慈江道的上丰江站到旧云峰站。

## 路线概况
- 距离：
- 车站数：2
- 轨距：1435mm
- 电气化区间：无直流3kV
- 复线区间：无